# Moviment d'independència de l'Índia

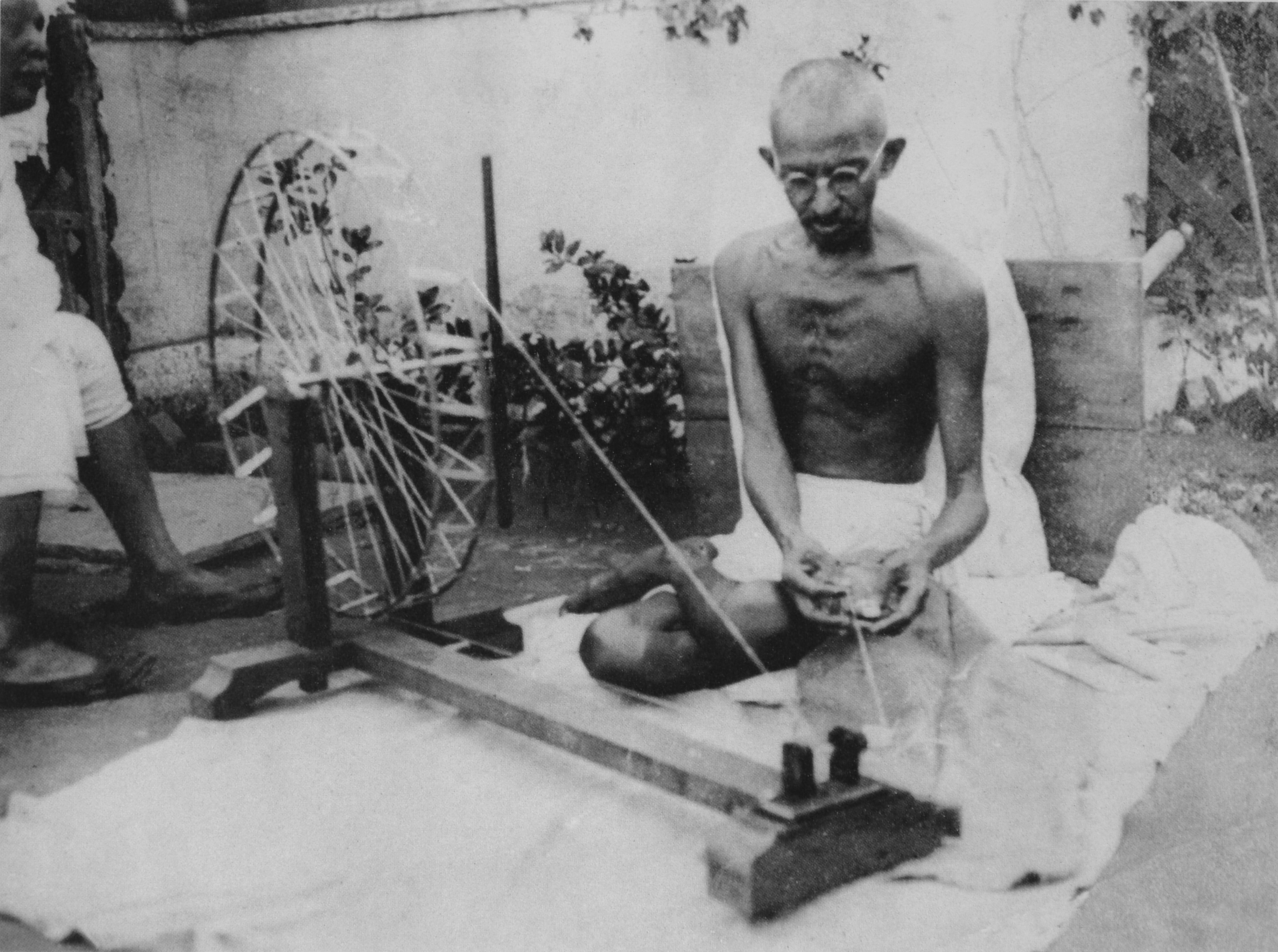
Mohandas Gandhi va ser el principal líder polític i ideològic de l'Índia durant el moviment d'independència de l'Índia.

El terme del Moviment d'independència de l'Índia comprèn un ampli ventall d'organitzacions polítiques, filosofies i moviments que tenien l'objectiu comú d'acabar primer amb la Companyia Britànica de les Índies Orientals, i després amb el Raj Britànic, en algunes parts del sud d'Àsia. El moviment d'independència va veure diverses campanyes nacionals i regionals, agitacions i esforços tant de caràcter no-violent com militar.
Durant el primer quart del segle xix, Raja Rammohan Roy va introduir l'educació moderna a l'Índia. Swami Vivekananda va ser el principal arquitecte que projecta profundament la rica cultura de l'Índia cap a l'oest al final del segle XIX. Molts dels líders polítics del país del segle XIX i XX, incloent Mahatma Gandhi i Netaji Subhas Chandra Bose, van ser influenciats pels ensenyaments de Swami Vivekananda.
Els primers moviments militants es van organitzar a Bengala, però després va pujar a l'escenari polític un moviment definit en el recentment format Congrés Nacional Indi (en català, CNI), amb eminents líders moderats que buscaven només el seu dret fonamental d'aparèixer en els exàmens de l'administració pública, així com més drets, de naturalesa econòmica, per a la gent de la terra. La primera part del segle XX va veure un enfocament més radical cap a la independència política proposada pels líders, com el Bal Pal Lal i Sri Aurobindo. El nacionalisme militant també va sorgir en les primeres dècades, culminant en el fracàs de la conspiració indoalemana i de la conspiració de Ghadar durant la Primera Guerra Mundial.
Les últimes etapes de la lluita per la llibertat de la dècada de 1920 va fer que el CNI adoptés la política de Mohandas Gandhi de la no-violència i la resistència civil, la lluita constitucional de Muhammad Ali Jinnah pels drets de les minories a l'Índia, i diverses altres campanyes. Figures llegendàries com Netaji Subhash Chandra Bose va arribar més tard a adoptar un enfocament militar del moviment, mentre que altres com Swami Saraswati Sahajanand volia tant la llibertat política i com l'econòmica de l'Índia, dels camperols i les masses treballadores. Poetes com Rabindranath Tagore van fer servir la literatura, la poesia i el llenguatge com a eines per a la presa de consciència política. El període de la Segona Guerra Mundial va veure el pic de les campanyes pel moviment Quit Índia (dirigit pel "Mahatma" Gandhi) i l'Exèrcit Nacional Indi, moviment (liderat per Netaji Subhash Chandra Bose) i altres, que comportaren finalment la retirada dels britànics.
El treball d'aquests diversos moviments en última instància va portar a la Llei d'Independència de l'Índia de 1947, que va crear els dominis independents de l'Índia i el Pakistan. L'Índia va continuar sent un domini de la Corona fins al 26 de gener de 1950, quan la Constitució de l'Índia va entrar en vigor, establint-se la República de l'Índia; el Pakistan ja era independent des del 1947.
El moviment d'independència indi va ser un moviment de masses que abastà diversos sectors de la societat. També es va sotmetre a un procés d'evolució ideològica constant. Malgrat la ideologia bàsica del moviment anticolonial, que va ser recolzada per una visió del desenvolupament econòmic independent del capitalisme, juntament amb una estructura política laica, democràtica, republicana i de llibertats civils. Després de la dècada de 1930, el moviment va adquirir una orientació fortament socialista, a causa de la creixent influència dels elements de l'esquerra del CNI, així com el sorgiment i creixement del Partit Comunista de l'Índia. Per altra banda, i a causa de les polítiques del CNI, s'havia creat la Lliga Musulmana de l'Índia el 1906 per protegir els drets dels musulmans en el subcontinent indi i que presentés una veu musulmana al govern britànic.